# Conrad Homfeld
Conrad Homfeld (Pinehurst, 25 de diciembre de 1951) es un jinete estadounidense que compitió en la modalidad de salto ecuestre.
Participó en los Juegos Olímpicos de Los Ángeles 1984, obteniendo dos medallas, oro en la prueba por equipos (junto con Joseph Fargis, Leslie Burr y Melanie Smith) y plata en la individual. Ganó tres medallas en el Campeonato Mundial de Saltos Ecuestres, en los años 1978 y 1986.

## Palmarés internacional
| Juegos Olímpicos   | Juegos Olímpicos             | Juegos Olímpicos  | Juegos Olímpicos |
| Año                | Lugar                        | Medalla           | Categoría        |
| ------------------ | ---------------------------- | ----------------- | ---------------- |
| 1984               | Los Ángeles (Estados Unidos) | Medalla de oro    | Por equipos      |
| 1984               | Los Ángeles (Estados Unidos) | Medalla de plata  | Individual       |
| Campeonato Mundial |                              |                   |                  |
| Año                | Lugar                        | Medalla           | Categoría        |
| 1978               | Aquisgrán (RFA)              | Medalla de bronce | Por equipos      |
| 1986               | Aquisgrán (RFA)              | Medalla de oro    | Por equipos      |
| 1986               | Aquisgrán (RFA)              | Medalla de plata  | Individual       |